# Флавій Вопіск
Флавій Вопіск (лат. Flavius Vopiscus, кінець III — IV ст.) — давньоримський історик часів домінату, який належав до так званих «Авторів життєписів Августів» — Scriptores Historiae Augustae.
Народився у місті Сіракузи (острів Сицилія) у родині впливових та заможних представників місцевого нобілітету. Вопіск мав досить грошей, щоб отримати гарну освіту та потім жити у Римі, при цьому не займаючи якихось державних посад. Втім про особисте життя Флавія Вопіска практично немає відомостей.
Флавій був автором життєписів імператорів Авреліана (написав у 303 році на прохання міського префекта Юнія Тіберіана), Тацита, Флоріана, Проба, Кара, Каріна, Нумеріана, а також римських узурпаторів Фірма, Сатурніна, Прокула, Боноза. Працю свою Вопіск завершив десь у 343 році, присвятивши її імператору Констанцію II.